# Sportgemeinschaft Dynamo Dresden 1991-1992
Questa voce raccoglie le informazioni riguardanti la Sportgemeinschaft Dynamo Dresden nelle competizioni ufficiali della stagione 1991-1992.

## Stagione
Nella stagione 1991-1992 il Dinamo Dresda, allenato da Helmut Schulte, concluse il campionato di Bundesliga al 14º posto. In Coppa di Germania il Dinamo Dresda fu eliminato agli ottavi di finale dal Werder Brema.

## Rosa
| N. |                     | Ruolo | Calciatore        |
| -- | ------------------- | ----- | ----------------- |
|    | Germania (bandiera) | P     | René Müller       |
|    | Germania (bandiera) | P     | Frank Schulze     |
|    | Germania (bandiera) | P     | Ronny Teuber      |
|    | Germania (bandiera) | D     | Steffen Büttner   |
|    | Germania (bandiera) | D     | Mario Kern        |
|    | Germania (bandiera) | D     | Jens Melzig       |
|    | Germania (bandiera) | D     | Oliver Pagé       |
|    | Germania (bandiera) | D     | Hans-Uwe Pilz     |
|    | Germania (bandiera) | D     | Detlef Schößler   |
|    | Germania (bandiera) | D     | Andreas Wagenhaus |
|    | Germania (bandiera) | C     | Ralf Hauptmann    |

| N. |                     | Ruolo | Calciatore        |
| -- | ------------------- | ----- | ----------------- |
|    | Germania (bandiera) | C     | Sven Kmetsch      |
|    | Germania (bandiera) | C     | Matthias Maucksch |
|    | Germania (bandiera) | C     | Sven Ratke        |
|    | Germania (bandiera) | C     | Heiko Scholz      |
|    | Germania (bandiera) | C     | Jörg Stübner      |
|    | Germania (bandiera) | C     | Andreas Trautmann |
|    | Germania (bandiera) | C     | Dirk Zander       |
|    | Germania (bandiera) | A     | Sergio Allievi    |
|    | Germania (bandiera) | A     | Torsten Gütschow  |
|    | Germania (bandiera) | A     | Uwe Jähnig        |
|    | Germania (bandiera) | A     | Uwe Rösler        |

## Organigramma societario
Area tecnica
- Allenatore:
- Allenatore in seconda:
- Preparatore dei portieri:
- Preparatori atletici:

## Calciomercato

### Sessione estiva
| Acquisti | Acquisti      | Acquisti             | Acquisti |
| R.       | Nome          | da                   | Modalità |
| -------- | ------------- | -------------------- | -------- |
| A        | Uwe Jähnig    | Magdeburgo           |          |
| D        | Jens Melzig   | Energie Cottbus      |          |
| P        | René Müller   | Sachsen Lipsia       |          |
| D        | Oliver Pagé   | Bayer Leverkusen     |          |
| P        | Frank Schulze | Viktoria Francoforte |          |
| C        | Dirk Zander   | St. Pauli            |          |

| Cessioni | Cessioni      | Cessioni          | Cessioni |
| R.       | Nome          | a                 | Modalità |
| -------- | ------------- | ----------------- | -------- |
| C        | Nico Däbritz  | Lokomotive Lipsia |          |
| P        | Thomas Köhler | Hansa Rostock     |          |

### Sessione invernale
| Acquisti | Acquisti | Acquisti | Acquisti |
| R.       | Nome     | da       | Modalità |
| -------- | -------- | -------- | -------- |

| Cessioni | Cessioni       | Cessioni | Cessioni |
| R.       | Nome           | a        | Modalità |
| -------- | -------------- | -------- | -------- |
| D        | Frank Lieberam | Ulsan HD |          |

## Risultati

### Bundesliga

#### Girone di andata
| Arbitro: | Prengel |

|  |           |            |
|  | Marcatori | 37’ Dooley |

| Arbitro: | Albrecht |

|                     |           |  |
| Spörl 77’ Nando 83’ | Marcatori |  |

| Arbitro: | Wiesel |

|                   |           |            |
| Gütschow 40’, 81’ | Marcatori | 27’ Möller |

| Arbitro: | Berg |

|          |           |              |
| Wolf 61’ | Marcatori | 53’ Gütschow |

| Arbitro: | Führer |

|  |           |                            |
|  | Marcatori | 45’ Labbadia 62’ Wohlfarth |

| Arbitro: | Amerell |

|                                             |           |  |
| Chapuisat 65’, 72’ Poschner 76’ Schmidt 88’ | Marcatori |  |

| Arbitro: | Osmers |

|            |           |  |
| Zander 23’ | Marcatori |  |

| Arbitro: | Strampe |

|             |           |  |
| Wynhoff 32’ | Marcatori |  |

| Arbitro: | Boos |

|                                     |           |  |
| Scholz 32’ Gütschow 55’ Allievi 65’ | Marcatori |  |

| Arbitro: | Merk |

|                                               |           |  |
| Fischer 37’ Lupescu 54’ Kree 66’ Schröder 89’ | Marcatori |  |

| Dresda 28 settembre 1991, ore 15:30 CEST 11ª giornata | Dinamo Dresda | 0 – 0 referto | Duisburg | Rudolf-Harbig-Stadion (12 700 spett.)\| Arbitro: \| Schmidhuber \| |
| Arbitro:                                              | Schmidhuber   |               |          |                                                                    |

| Arbitro: | Mierswa |

|                |           |  |
| Schütterle 57’ | Marcatori |  |

| Arbitro: | Krug |

|                         |           |              |
| Scholz 13’ Gütschow 15’ | Marcatori | 57’ Neubarth |

| Arbitro: | Weber |

|                                 |           |  |
| Wahl 46’ Spies 51’ Weichert 88’ | Marcatori |  |

| Arbitro: | Best |

|                   |           |  |
| Gütschow 68’, 82’ | Marcatori |  |

| Arbitro: | Fux |

|                 |           |           |
| Christensen 67’ | Marcatori | 5’ Rösler |

| Arbitro: | Harder |

|                       |           |                |
| Gütschow 35’ Pilz 37’ | Marcatori | 5’, 76’ Moutas |

| Dresda 16 novembre 1991, ore 15:30 CET 18ª giornata | Dinamo Dresda | 0 – 0 referto | Bochum | Rudolf-Harbig-Stadion (14 000 spett.)\| Arbitro: \| Heynemann \| |
| Arbitro:                                            | Heynemann     |               |        |                                                                  |

| Arbitro: | Amerell |

|                |           |            |
| Ordenewitz 33’ | Marcatori | 23’ Scholz |

#### Girone di ritorno
| Arbitro: | Dardenne |

|                                              |           |                   |
| Hotić 11’ Kuntz 37’ (rig.), 56’ Hoffmann 78’ | Marcatori | 45’ (rig.) Zander |

| Arbitro: | Assenmacher |

|                                            |           |  |
| Hartmann 20’ (aut.) Rösler 37’ Kmetsch 83’ | Marcatori |  |

| Arbitro: | Osmers |

|                                   |           |  |
| Bein 13’ (rig.), 48’ Andersen 26’ | Marcatori |  |

| Arbitro: | Gläser |

|             |           |                    |
| Gütschow 4’ | Marcatori | 59’ Wück 83’ Golke |

| Arbitro: | Wiesel |

|               |           |                       |
| Wohlfarth 62’ | Marcatori | 40’ Scholz 83’ Zander |

| Dresda 22 febbraio 1992, ore 15:30 CET 25ª giornata | Dinamo Dresda | 0 – 0 referto | Borussia Dortmund | Rudolf-Harbig-Stadion (18 000 spett.)\| Arbitro: \| Dellwing \| |
| Arbitro:                                            | Dellwing      |               |                   |                                                                 |

| Arbitro: | Löwer |

|                   |           |            |
| Müller 19’ (aut.) | Marcatori | 51’ Zander |

| Arbitro: | Neuner |

|                     |           |                         |
| Klinkert 50’ (aut.) | Marcatori | 44’ Criens 77’ Klinkert |

| Arbitro: | Steinborn |

|                              |           |  |
| Tschiskale 19’, 28’ Bach 42’ | Marcatori |  |

| Arbitro: | Strampe |

|            |           |  |
| Rösler 84’ | Marcatori |  |

| Arbitro: | Scheuerer |

|                                 |           |  |
| Tönnies 21’, 74’ Steininger 88’ | Marcatori |  |

| Arbitro: | Krug |

|                       |           |  |
| Melzig 78’ Zander 90’ | Marcatori |  |

| Arbitro: | Weber |

|                    |           |  |
| Bode 42’ Eilts 79’ | Marcatori |  |

| Arbitro: | Assenmacher |

|                        |           |           |
| Kmetsch 50’ Zander 82’ | Marcatori | 48’ Spies |

| Arbitro: | Albrecht |

|            |           |                                           |
| Büskens 3’ | Marcatori | 34’ Gütschow 72’ Rösler 84’ (rig.) Zander |

| Arbitro: | Heynemann |

|                        |           |             |
| Zander 39’ Kmetsch 84’ | Marcatori | 73’ Güttler |

| Stoccarda 5 maggio 1992, ore 20:00 CEST 36ª giornata | Kickers Stoccarda | 0 – 0 referto | Dinamo Dresda | Neckarstadion (9 800 spett.)\| Arbitro: \| Wiesel \| |
| Arbitro:                                             | Wiesel            |               |               |                                                      |

| Arbitro: | Schmidhuber |

|             |           |  |
| Wegmann 83’ | Marcatori |  |

| Dresda 16 maggio 1992, ore 15:30 CEST 38ª giornata | Dinamo Dresda | 0 – 0 referto | Colonia | Rudolf-Harbig-Stadion (26 000 spett.)\| Arbitro: \| Strigel \| |
| Arbitro:                                           | Strigel       |               |         |                                                                |

### Coppa di Germania
| Arbitro: | Haupt |

|  |           |                               |
|  | Marcatori | 42’ Rösler 49’ (aut.) Bertram |

| Arbitro: | Fleischer |

|  |           |                                                          |
|  | Marcatori | 23’ Allievi 39’ Gütschow 51’ Rösler 71’ Kern 72’ Kmetsch |

| Arbitro: | Föckler |

|                                 |           |             |
| Neubarth 14’, 37’ Kohn 86’, 88’ | Marcatori | 5’ Maucksch |

## Statistiche

### Statistiche di squadra
| Competizione      | Punti | In casa | In casa | In casa | In casa | In casa | In casa | In trasferta | In trasferta | In trasferta | In trasferta | In trasferta | In trasferta | Totale | Totale | Totale | Totale | Totale | Totale | DR  |
| Competizione      | Punti | G       | V       | N       | P       | Gf      | Gs      | G            | V            | N            | P            | Gf           | Gs           | G      | V      | N      | P      | Gf     | Gs     | DR  |
| ----------------- | ----- | ------- | ------- | ------- | ------- | ------- | ------- | ------------ | ------------ | ------------ | ------------ | ------------ | ------------ | ------ | ------ | ------ | ------ | ------ | ------ | --- |
| Bundesliga        | 34    | 19      | 10      | 5       | 4       | 24      | 13      | 19           | 2            | 5            | 12           | 10           | 37           | 38     | 12     | 10     | 16     | 34     | 50     | -16 |
| Coppa di Germania | -     | 0       | 0       | 0       | 0       | 0       | 0       | 3            | 2            | 0            | 1            | 8            | 4            | 3      | 2      | 0      | 1      | 8      | 4      | +4  |
| Totale            | 34    | 19      | 10      | 5       | 4       | 24      | 13      | 22           | 4            | 5            | 13           | 18           | 41           | 41     | 14     | 10     | 17     | 42     | 54     | -12 |

### Andamento in campionato
| Giornata  | 1  | 2  | 3  | 4  | 5  | 6  | 7  | 8  | 9  | 10 | 11 | 12 | 13 | 14 | 15 | 16 | 17 | 18 | 19 | 20 | 21 | 22 | 23 | 24 | 25 | 26 | 27 | 28 | 29 | 30 | 31 | 32 | 33 | 34 | 35 | 36 | 37 | 38 |
| --------- | -- | -- | -- | -- | -- | -- | -- | -- | -- | -- | -- | -- | -- | -- | -- | -- | -- | -- | -- | -- | -- | -- | -- | -- | -- | -- | -- | -- | -- | -- | -- | -- | -- | -- | -- | -- | -- | -- |
| Luogo     | C  | T  | C  | T  | C  | T  | C  | T  | C  | T  | C  | T  | C  | T  | C  | T  | C  | C  | T  | T  | C  | T  | C  | T  | C  | T  | C  | T  | C  | T  | C  | T  | C  | T  | C  | T  | T  | C  |
| Risultato | P  | P  | V  | N  | P  | P  | V  | P  | V  | P  | N  | P  | V  | P  | V  | N  | N  | N  | N  | P  | V  | P  | P  | V  | N  | N  | P  | P  | V  | P  | V  | P  | V  | V  | V  | N  | P  | N  |
| Posizione | 16 | 20 | 17 | 15 | 17 | 19 | 18 | 19 | 16 | 17 | 17 | 19 | 18 | 20 | 17 | 15 | 16 | 16 | 16 | 19 | 15 | 17 | 18 | 16 | 16 | 17 | 17 | 17 | 17 | 18 | 17 | 18 | 17 | 14 | 12 | 11 | 14 | 14 |

Legenda:

Luogo: C = Casa; T = Trasferta. Risultato: V = Vittoria; N = Pareggio; P = Sconfitta.

### Statistiche dei giocatori
| Giocatore    | Bundesliga | Bundesliga | Bundesliga  | Bundesliga | Coppa di Germania | Coppa di Germania | Coppa di Germania | Coppa di Germania | Totale   | Totale | Totale      | Totale     |
| Giocatore    | Presenze   | Reti       | Ammonizioni | Espulsioni | Presenze          | Reti              | Ammonizioni       | Espulsioni        | Presenze | Reti   | Ammonizioni | Espulsioni |
| ------------ | ---------- | ---------- | ----------- | ---------- | ----------------- | ----------------- | ----------------- | ----------------- | -------- | ------ | ----------- | ---------- |
| S. Allievi   | 17         | 1          | 2           | 0          | 2                 | 1                 | 0                 | 0                 | 19       | 2      | 2           | 0          |
| S. Büttner   | 16         | 0          | 1           | 1          | 1                 | 0                 | 0                 | 0                 | 17       | 0      | 1           | 1          |
| T. Gütschow  | 31         | 10         | 1           | 0          | 3                 | 1                 | 0                 | 0                 | 34       | 11     | 1           | 0          |
| R. Hauptmann | 37         | 0          | 4           | 0          | 2                 | 0                 | 0                 | 0                 | 39       | 0      | 4           | 0          |
| U. Jähnig    | 23         | 0          | 1           | 0          | 1                 | 0                 | 0                 | 0                 | 24       | 0      | 1           | 0          |
| M. Kern      | 5          | 0          | 0           | 0          | 2                 | 1                 | 0                 | 0                 | 7        | 1      | 0           | 0          |
| S. Kmetsch   | 30         | 3          | 4           | 0          | 3                 | 1                 | 0                 | 0                 | 33       | 4      | 4           | 0          |
| F. Lieberam  | 5          | 0          | 1           | 1          | 1                 | 0                 | 0                 | 0                 | 6        | 0      | 1           | 1          |
| M. Maucksch  | 33         | 0          | 7           | 0          | 3                 | 1                 | 0                 | 0                 | 36       | 1      | 7           | 0          |
| J. Melzig    | 33         | 1          | 6           | 1          | 2                 | 0                 | 1                 | 0                 | 35       | 1      | 7           | 1          |
| R. Müller    | 38         | 0          | 1           | 0          | 3                 | 0                 | 0                 | 0                 | 41       | 0      | 1           | 0          |
| O. Pagé      | 3          | 0          | 1           | 0          | 1                 | 0                 | 0                 | 0                 | 4        | 0      | 1           | 0          |
| H. Pilz      | 32         | 1          | 6           | 0          | 2                 | 0                 | 0                 | 0                 | 34       | 1      | 6           | 0          |
| S. Ratke     | 14         | 0          | 0           | 0          | 2                 | 0                 | 1                 | 0                 | 16       | 0      | 1           | 0          |
| U. Rösler    | 33         | 4          | 3           | 1          | 3                 | 2                 | 0                 | 0                 | 36       | 6      | 3           | 1          |
| H. Scholz    | 32         | 4          | 5           | 1          | 3                 | 0                 | 1                 | 0                 | 35       | 4      | 6           | 1          |
| F. Schulze   | 0          | 0          | 0           | 0          | 0                 | 0                 | 0                 | 0                 | 0        | 0      | 0           | 0          |
| D. Schößler  | 35         | 0          | 8           | 1          | 3                 | 0                 | 0                 | 0                 | 38       | 0      | 8           | 1          |
| J. Stübner   | 5          | 0          | 1           | 0          | 0                 | 0                 | 0                 | 0                 | 5        | 0      | 1           | 0          |
| R. Teuber    | 0          | 0          | 0           | 0          | 0                 | 0                 | 0                 | 0                 | 0        | 0      | 0           | 0          |
| A. Trautmann | 0          | 0          | 0           | 0          | 0                 | 0                 | 0                 | 0                 | 0        | 0      | 0           | 0          |
| A. Wagenhaus | 27         | 0          | 7           | 1          | 0                 | 0                 | 0                 | 0                 | 27       | 0      | 7           | 1          |
| D. Zander    | 34         | 8          | 7           | 1          | 1                 | 0                 | 0                 | 0                 | 35       | 8      | 7           | 1          |